# آبگون (گوساله)
آبگون و آبگینه اولین گوساله‌های حاصل از انجماد جنین‌های آزمایشگاهی هستند که در ۱۷ بهمن ۱۳۸۹ در شرکت کشت و دامداری فکا وابسته به سازمان تأمین اجتماعی توسط پایگاه تحقیقاتی پژوهشکده رویان اصفهان متولد شدند.

## منبع
1. ↑  ««آبگون» و «آبگینه» هم به مزرعه «رویان» پیوستند». پژوهشکده رویان. ۱۷ بهمن ۱۳۸۹. دریافت‌شده در ۱۸ بهمن ۱۳۸۹.